# Чужиков, Николай Фёдорович
Николай Фёдорович Чужиков (5 мая 1938, с. Макешкино, Курская область — 9 июня 2022) — советский спортсмен, 11-тикратный чемпион СССР по гребле на байдарках в различных экипажах на различных дистанциях, олимпийский чемпион (1964), чемпион мира, заслуженный мастер спорта СССР (1964). Член КПСС с 1967 года. Окончил спортивную карьеру в 1970-м году.

## Спортивная карьера
- Олимпийский чемпион 1964 в гребле на байдарке-четвёрке (с В. Морозовым, В. Ионовым и А. Гришиным) на дистанции 1000 м
- Чемпион мира 1966 (байдарка-четверка; 10000 м)
- Бронзовый призёр чемпионата мира 1963 (байдарка-двойка; 1000 м)
- Бронзовый призёр чемпионатов Европы: 1963 (байдарка-двойка; 1000 м), 1967 (байдарка-четверка; 1000 м)
- 11-кратный чемпион СССР на различных дистанциях в составе разных экипажей.

В 1970 году завершил спортивную карьеру. Продолжил работать сначала тренером в Лисичанске, затем — директором комплексной спортивной школы «Спартак» в Луганске; в 1984—2004 годах — директор спортклуба «Заря» при Луганском станкостроительном заводе. Почетный гражданин Луганска.